# 전력 전자공학
전력 전자공학(power electronics)은 전력 반도체 소자를 이용한 전력 변환, 전력 개폐(switching), 전력 제어(control)에 관한 기술을 취급하는 공학이다. 넓은 의미로 전력 변환과 제어를 중심으로 한 응용 시스템 전반의 기술이라고도 말할 수 있다.
1957년에, 미국의 제너럴 일렉트릭에 의하여 개발된 사이리스터의 등장 이후, 이전까지의 회전기나 자기, 액체, 기체 등을 이용한 것과 달리, 반도체 소자에 의한 전력 변환, 전력 개폐 기술이 발전했다. 1969년에, 제너럴 일렉트릭의 H.F.스톰(H.F. Storm)이 IEEE(미국의 전기 전자 학회)의 잡지 '스펙트럼'의 기사에서 고체 전력 전자공학(solid-state power electronics)이라는 용어를 사용한 것이 전력 전자공학이라는 말의 기원이 되었다.
대표적인 예로서 정류기, 인버터 등의 반도체 전력 변환 장치를 들 수 있다. 또 다른 예로서는 발전이나 송전 등의 전력 분야, 회전기(전동기나 발전기), 팬(fan), 펌프(pump), 블로어(blower) 등을 이용하는 산업분야, 통신 시스템이나 공장 등의 전원 장치, 전동차(electric train)의 구동·변전 등의 전기 철도 분야, 자동차, 가정용 전자제품 등 매우 폭넓게 사용되고 있다.